# Kobylak (potok)
Kobylak, Talagówka – potok, prawy dopływ Raby o długości 4,87 km i powierzchni zlewni 5,53 km².

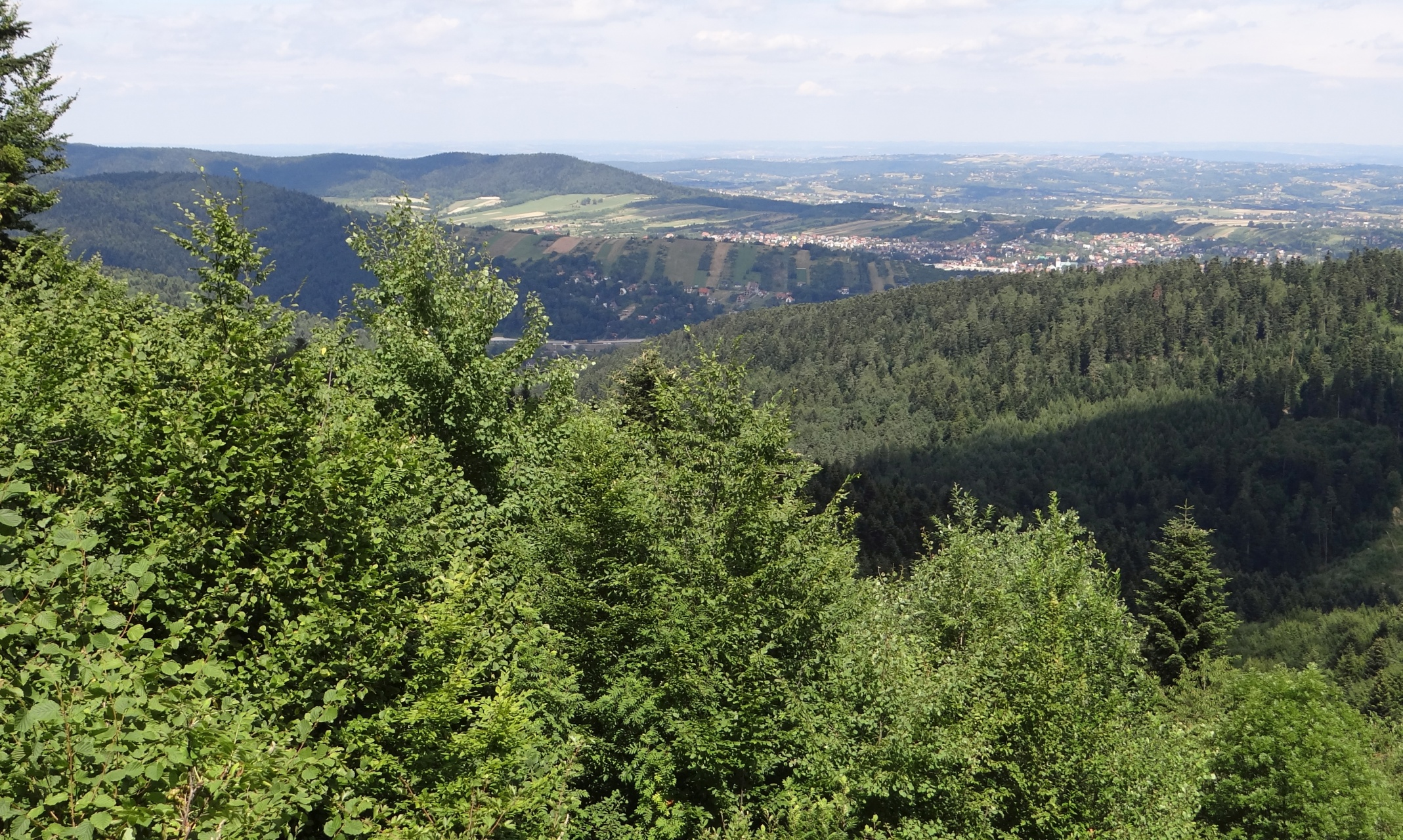
Widok z Chełmu na dolinę Kobylaka. W głębi Myślenice, Pasmo Babicy i Barnasiówki

Źródło potoku znajduje się na wysokości 552 m w dolinie między wzniesieniami Uklejnej i Chełmu, na osiedlu Talagówka, należącym do miasta Myślenice. Spływa w północno-zachodnim kierunku głęboką doliną między tymi wzniesieniami, krótko przed ujściem do Raby zmienia kierunek na północny. Uchodzi do niej w należącej do Myślenic dzielnicy Zarabie na wysokości 290 m.